# James Joseph Dresnok
James Joseph Dresnok (kor. 제임스 조지프 드레스녹; ur. 24 listopada 1941 w Richmond, zm. 10 listopada 2016 w Pjongjangu) – północnokoreański nauczyciel i aktor pochodzenia amerykańskiego. Jako amerykański żołnierz uciekł jako dezerter do Korei Północnej po zakończeniu wojny koreańskiej i mieszkał tam aż do śmierci w 2016 roku.
Dresnok do KRLD przedostał się przez silnie strzeżoną granicę koreańską 15 sierpnia 1962 roku. Historia Dresnoka stała się znana po opisaniu w styczniu 2007 roku w programie 60 Minut, nadawanym przez amerykańską stację telewizyjną CBS. Dresnok był także bohaterem filmu dokumentalnego Przekroczyć granicę (ang. Crossing The Line) z 2007 roku, w reżyserii Daniela Gordona. Zmarł na emeryturze. Jako jeden z kilku Amerykanów mieszkających w Korei Północnej był nauczycielem języka angielskiego, a także aktorem. Dzięki rolom w północnokoreańskich filmach propagandowych stał się znany wśród zwykłych Koreańczyków.
Dresnok sam przedstawiał się jako Joe Dresnok, jednak w relacjach medialnych jest opisywany zarówno jako Joe, ale także jako James Dresnok, niekiedy na oba sposoby w tych samych źródłach.

## Życiorys

### Dzieciństwo i młodość
James Joseph Dresnok urodził się w 1941 roku w mieście Richmond w amerykańskim stanie Wirginia. Jego ojcem był Joseph I (1917-1978). Jego rodzice rozwiedli się, gdy miał 10 lat, od tego czasu wychowywał go ojciec, z którym przeniósł się z rodzinnej Wirginii do stanu Pensylwania. Od chwili rozwodu rodziców młody Dresnok już nigdy więcej nie miał kontaktu z matką ani z młodszym bratem, Josephem Dresnokiem II. Dresnok ostatecznie trafił do rodziny zastępczej, a w wieku 17 lat porzucił szkołę średnią i (dzień po 17. urodzinach) wstąpił do amerykańskiej armii.

### Ucieczka do Korei Północnej
Pierwszą zagraniczną służbę jako żołnierz odbył w Niemczech Zachodnich, gdzie spędził dwa lata. Po powrocie do USA dowiedział się, że pozostała w Ameryce żona w czasie jego służby w Niemczech porzuciła go dla innego mężczyzny. Osamotniony, postarał się o drugi wyjazd. Tym razem jako starszy szeregowiec (ang. Private First Class) został wysłany do Korei Południowej, gdzie służył w jednostce strzegącej Strefy Zdemilitaryzowanej na granicy obu państw koreańskich. Krótko po przyjeździe do Korei miał stanąć przed sądem wojskowym za sfałszowanie podpisu, dzięki czemu otrzymał nienależną przepustkę. Został wtedy przyłapany na bezprawnym opuszczeniu bazy i otrzymał status AWOL (ang. Absent without Official Leave), dezertera.
Chcąc uniknąć konsekwencji wynikających z postawienia przez sądem i mając dość reżimu służby w wojsku, Dresnok postanowił uciec do Korei Północnej. Ucieczki dokonał w biały dzień, 15 sierpnia 1962 roku, gdy koledzy z jego oddziału przerwali patrolowanie granicy w porze obiadowej. Po przekroczeniu pola minowego został zatrzymany przez żołnierzy północnokoreańskiej armii. Po aresztowaniu został przewieziony pociągiem do stolicy KRLD, Pjongjangu, gdzie przez długi czas był przesłuchiwany.

### Życie w Korei Północnej
„Miałem dość przeżyć z dzieciństwa, nieudanego małżeństwa, życia w wojsku, wszystkiego. Byłem skończony. Miałem tylko jedno wyjście.” – tak opisywał swoją sytuację w momencie ucieczki do Korei Północnej Dresnok. „15 sierpnia, gdy wszyscy jedli akurat lunch, po prostu przeszedłem przez granicę. Tak, oczywiście, że się bałem. Przeżyję czy zginę? Gdy wszedłem na pole minowe, oblał mnie zimny pot. Ale udało mi się przez nie przejść – po to, by rozpocząć nowe życie.” – ciągnął w wywiadzie Dresnok.
Po przesłuchaniu Dresnok spotkał Larry'ego Abshiera, pierwszego Amerykanina, który trzy miesiące przed Dresnokiem postanowił uciec do Korei Północnej. Ostatecznie grupa amerykańskich uciekinierów do KRLD liczyła cztery osoby: Abshier, Dresnok, a także Jerry Wayne Parrish i Charles Robert Jenkins, który dołączyli do dwóch pierwszych dezerterów w ciągu trzech lat. Mężczyźni żyli w jednym mieszkaniu i od początku byli angażowani przez Koreańczyków w przedsięwzięcia propagandowe. Wystąpili między innymi na okładkach magazynów i na ulotkach zrzucanych nad Koreą Południową. Miały one zachęcić pozostających na Południu amerykańskich żołnierzy do ucieczki, wymieniały korzyści z życia w KRLD – szczególnie dla tych, którzy podczas ucieczki zabiorą ze sobą na Północ sprzęt wojskowy. Uciekinierzy czytali także odezwy propagandowe do amerykańskich żołnierzy, transmitowane przez ogromne głośniki zainstalowane przez Koreańczyków tuż przy granicy z Południem.
Amerykanie w pierwszych latach pobytu w komunistycznej Korei nie chcieli tam pozostać na stałe. W 1966 roku dostali się nawet na teren sowieckiej ambasady w Pjongjangu, gdzie poprosili o azyl polityczny w ZSRR, myśląc o ostatecznym powrocie do Ameryki przez Moskwę. Spotkali się jednak z odmową udzielenia azylu ze strony radzieckich dyplomatów. Wiedzieli, że nieudana ucieczka do Związku Radzieckiego może oznaczać dla nich ogromne kłopoty w Korei Północnej, z natychmiastowym wyrokiem śmierci włącznie. Po przekazaniu całej czwórki przez ZSRR władzom w Pjongjangu, Koreańczycy postanowili jednak nie karać Amerykanów. Poddali ich za to specjalnemu programowi ideologicznej reedukacji, którego celem było nauczenie uciekinierów kultury i życia w Korei, oraz ostateczne wyrobienie w nich przekonania o słuszności ucieczki na Północ. Dresnok postanowił wtedy zasymilować się ze społeczeństwem Korei Północnej.
W 1978 roku amerykańscy uciekinierzy zostali zaangażowani przez Koreańczyków w udział w filmach propagandowych. Ich najsłynniejszy występ to role czarnych charakterów w 20-odcinkowym serialu Bezimienni bohaterowie (kor. 이름없는 영웅들, ang. Unsung Heroes lub Nameless Heroes), opowiadającym historię szpiegów Korei Północnej pracujących w południowej części Półwyspu Koreańskiego podczas wojny koreańskiej. Z uwagi na popularność serialu w Korei Północnej, James Dresnok wśród zwykłych Koreańczyków z Północy jest lepiej znany jako Arthur – tak brzmiało imię jego serialowej postaci. W owym czasie Dresnok zajmował się także tłumaczeniem prac ideologicznych Kim Ir Sena na język angielski.
W napisanej przez Charlesa Jenkinsa książce Niechętny komunista (ang. The Reluctant Communist), Jenkins (w 2002 roku wraz z rodziną pozwolono mu opuścić Koreę by mógł przejść specjalistyczne leczenie w Japonii; Jenkins trafił tam z córkami przez Indonezję) opisał Dresnoka jako złego człowieka, który często znęcał się nad innymi amerykańskimi uciekinierami, a także dawał się wykorzystywać Koreańczykom, którzy rozgrywali konflikty między Amerykanami. W filmie dokumentalnym Przekroczyć granicę Dresnok stanowczo zaprzeczył tym twierdzeniom.

### Rodzina

#### W Stanach Zjednoczonych
W filmie dokumentalnym Przekroczyć granicę (ang. Crossing the Line) opisuje swój ślub w bardzo młodym wieku, po którym na dwa lata zostawił żonę na czas służby wojskowej w Niemczech Zachodnich. Opowiadał w filmie, że bardzo kochał i szanował swoją pierwszą żonę, wobec której był lojalny. Jednak gdy wrócił do Stanów Zjednoczonych od razu odkrył, że jego żona zostawiła go dla innego mężczyzny. W dokumencie podsumował, że cieszy się jedynie, iż pierwsza żona nie zaszła z nim w ciążę, bo obiecał sobie, że nigdy nie zostawi swoich dzieci.

#### W Korei Północnej
Po ucieczce do KRLD Dresnok był żonaty dwukrotnie. Jego pierwszą żoną w Korei Północnej była Rumunka, Doina Bumbea (w autobiografii Charlesa Jenkinsa opisywana jako „Dona”). Miał z nią dwóch synów. Nadał im imiona Theodore „Ted” Ricardo oraz James Gabriel (obaj noszą nazwisko Dresnok). Według niektórych doniesień medialnych, Bumbea była pracownicą rumuńskiej ambasady w Pjongjangu, jednak według innych źródeł nigdy nie pracowała w ambasadzie, a do Korei Północnej trafiła w wyniku porwania. Historię Bumbei opisuje Jenkins który twierdzi, że została ona porwana specjalnie po to, by poślubić jednego z amerykańskich uciekinierów. W 2007 roku rumuńskie Ministerstwo Spraw Zagranicznych wysłało do władz Korei Północnej zapytanie o okoliczności przyjazdu Bumbei do KRLD, jednak pozostało ono bez odpowiedzi. Bumbea zmarła na raka płuc.
Po śmierci Bumbei Dresnok poślubił córkę Koreanki z Północy i dyplomaty Togo. Z tego związku w 2001 roku urodził się trzeci syn Dresnoka. Rodzina otrzymała od władz Korei Północnej mieszkanie w Pjongjangu, państwo wypłaca im także comiesięczny zasiłek. Dresnok przez lata miał kłopoty ze zdrowiem (zwłaszcza z sercem i wątrobą), związane z paleniem papierosów i nadużywaniem alkoholu.
Syn Dresnoka z pierwszego małżeństwa zawartego w Korei, James Gabriel, studiował anglistykę na Uniwersytecie Języków Obcych w Pjongjangu – na tej samej uczelni jego ojciec w latach 80. był wykładowcą języka angielskiego. James junior mówi po angielsku z typowo koreańskim akcentem. Jego marzeniem jest zostać dyplomatą.
W filmie Przekraczając granicę Dresnok podkreślał, iż nie żałuje przejścia do Korei Północnej i lat spędzonych w tym kraju. Mówił także, że chciałby spędzić resztę życia w KRLD. Jako emeryt od czasu do czasu udzielał wykładów Koreańczykom uczącym się języka angielskiego, wolny czas spędzał na łowieniu ryb.

## Film dokumentalny
James Joseph Dresnok był bohaterem filmu dokumentalnego Przekraczając granicę (ang. Crossing the Line), wyreżyserowanego przez Brytyjczyków Daniela Gordona oraz Nicholasa Bonnera w 2007 roku. Film był pokazywany między innymi na festiwalu filmowym Sundance w amerykańskim mieście Park City w stanie Utah, w 2007 roku.
Historia Dresnoka została również opisana w reportażu Amerykanin w Korei Północnej (ang. An American in North Korea), pokazanym w styczniu 2007 roku w programie 60 Minut (ang. 60 Minutes), emitowanym przez amerykańską stację telewizyjną CBS.

## Inni amerykańscy uciekinierzy do Korei Północnej
- Larry Allen Abshier (1943–1983) – do Korei Północnej uciekł w maju 1962 w wieku 19 lat
- Jerry Wayne Parrish (1944–1996) – do Korei Północnej uciekł w grudniu 1963 w wieku 19 lat
- Charles Robert Jenkins (1940–2017) – sierżant, do Korei Północnej uciekł 5 stycznia 1965 w wieku 24 lat
- Roy Chung (ok. 1951–?) – do Korei Północnej uciekł w czerwcu 1979 w wieku 28 lat
- Joseph T. White (1961–1985) – do Korei Północnej uciekł w sierpniu 1982 w wieku 20 lat

## Role w północnokoreańskich produkcjach filmowych
- Bezimienni bohaterowie (kor. 이름없는 영웅들, ang. Unsung Heroes lub Nameless Heroes, 1978).
- Przekroczyć granicę (ang. Crossing the Line, 2007).